# Elecciones generales de Guatemala de 1966
El domingo 6 de marzo de 1966 hubo elecciones generales en Guatemala para elegir al nuevo presidente y vicepresidente de la república, así como a 55 diputados del Congreso.

## Elecciones presidenciales
En las elecciones presidenciales del 6 de marzo de 1966 ninguno de los candidatos ganó más del 50% de los votos. Por consiguiente se realizó una votación en el Congreso de Guatemala el 10 de mayo de 1966 en la que fue elegido Julio César Méndez Montenegro como presidente de la República de Guatemala. 

## Resultados
| Candidato                     | Partido               | Voto público | Voto público | Voto Congreso | Voto Congreso |
| Candidato                     | Partido               | Votos        | %            | Votos         | %             |
| ----------------------------- | --------------------- | ------------ | ------------ | ------------- | ------------- |
| Julio César Méndez Montenegro | PR                    | 209.204      | 44,78        | 35            | 64,81         |
| Juan de Dios Aguilar de León  | PID                   | 148.025      | 31,68        | 19            | 35,19         |
| Miguel Ángel Ponciano         | MLN                   | 109.981      | 23,54        | -             | -             |
| Votos inválidos/nulos         | Votos inválidos/nulos | 64.060       | -            | 0             | -             |
| Total                         | Total                 | 531.270      | 100          | 54            | 100           |
| Fuente: Nohlen                |                       |              |              |               |               |

## Elecciones legislativas
| Partido                                 | Votos   | %     | Escaños |
| --------------------------------------- | ------- | ----- | ------- |
| Partido Revolucionario (PR)             | 192.366 | 44,07 | 29      |
| Partido Institucional Democrático (PID) | 138.873 | 31,81 | 21      |
| Movimiento de Liberación Nacional (MLN) | 105.306 | 24,12 | 5       |
| Votos inválidos/nulos                   | 82.848  | -     | -       |
| Total                                   | 519.393 | 100   | 55      |
| Fuente: Nohlen                          |         |       |         |